# Недостаточность конвергенции
Недостаточность конвергенции, или расстройство конвергенции — сенсорная и нервно-мышечная аномалия бинокулярной зрительной системы, характеризуется пониженной способностью глаз поворачиваться друг к другу, или поддерживать схождение.

## Симптомы
Симптомы и признаки, связанные с недостаточностью конвергенции связаны с длительными, требующими близкого зрительного рассмотрения задачами. Они могут включать в себя, но не ограничиваясь ими, диплопию (двоение в глазах), астенопию (напряжение глаза), переходные помутнения зрения, трудности поддержания зрительной функции вблизи, ненормальную усталость, головную боль и ненормальную адаптацию осанки. Некоторые источники путают дисфункции конвергенции и дивергенции, выдавая одно за другое.

## Распространенность
В исследованиях, в которых используются стандартные определения недостаточности сходимости, исследователи сообщают, что распространенность от 4,2 до 6 % в школьных и клинических условиях. Стандартное определение недостаточности сходимости — когда экзофория (отклонение глаз наружу) больше вблизи, нежели на расстоянии, отступает вблизи точки сближения, и снижает амплитуду конвергенции вблизи.

## Диагностика
Диагностика недостаточной сходимости производится профессионалами по уходу за глазами в области дисфункций бинокулярного зрения, чтобы исключить любые органические заболевания. Недостаточность конвергенци характеризуется одним или несколькими из следующих диагностических выводов: симптомы пациента, высокая экзофория вблизи, снижение соотношения аккомодация конвергенции/аккомодация, отступа ближайшей точки конвергенции, низкий фузионный диапазон границ и/или центра. Некоторые пациенты с недостаточностью конвергенции имеют одновременно и аккомодативную недостаточность — аккомодативная амплитуда должны также быть измерена у симптоматических пациентов.

## Лечение
Недостаточность конвергенции можно лечить с помощью упражнений конвергенции, путём тренировки ортоптических или бинокулярных аномалий. Некоторые случаи недостаточности конвергенции успешно устраняются предписанием очков, иногда с лечебными призмами.
Терапия с перемещением карандаша проводится в домашних условиях. Пациент подносит карандаш медленно до 2—3 см от глаз чуть выше носа около 15 минут в день 5 раз в неделю. Пациенты должны записывать минимальное расстояние, на котором они способны поддерживать слияние изображений(избегая повторных значений как можно дольше) после каждых 5 минут терапии. Программное обеспечение может быть использовано на дому или в ортоптическом офисе для лечения недостаточности сходимости. Может быть предписана еженедельная 60-минутная терапия в офисе. Это, как правило, является дополнением к домашней терапии.
В 2005 году «Опыт лечения недостаточности конвергенции» (CITT) опубликовал результаты двух рандомизированных клинических исследований. Первое, публикация в Архивах офтальмологии показала, что компьютерные упражнения в сочетании с офисной визуальной терапией/ортоптикой были более эффективны, чем «перемещение карандаша» или компьютерных упражнений только для недостаточности конвергенции от 9- до 18-летних детей. Второе, найдены аналогичные результаты для взрослых от 19 до 30 лет. В библиографическом обзоре 2010, CITT подтвердил своё мнение о том, что офисная аккомодативная/вергенционная терапия является наиболее эффективным методом лечения недостаточности сходимости, и что замена его в целом или в какой-либо части другими процедурами, такими как домашняя терапия, даёт преимущество в стоимости, но не в результате. В более позднем исследовании 2012 года было подтверждено, что ортоптические упражнения привели к улучшению давних астеноптических симптомов недостаточности конвергенции у взрослых, и у детей.
Как положительная фузиональная вергенция (PFV) так и отрицательная фузиональная вергенция (NFV) доступны тренировке, и тренировка вергенции должна обычно включать в себя оба вида.
Хирургические варианты коррекции, также доступны, но принимать решение о операции следует с осторожностью, так как недостаточность конвергенции обычно не улучшается хирургией. Двухсторонняя резекция медиальной прямой мышцы — предпочтительный тип операции. Тем не менее, пациент должен быть предупрежден о возможности неперекрестный диплопии на расстоянии фиксации после операции. Это, как правило, проходит в течение 1—3 месяцев после операции. Экзофория вблизи часто рецидивирует после нескольких лет, хотя большинство пациентов остаются бессимптомными.